# Руска, Алессандро
Алессандро Руска (итал. Alessandro Rusca, в России — Александр Иеронимович; 1806—1861) — архитектор швейцарского происхождения, работавший в Санкт-Петербурге и Константинополе, академик Императорской Академии художеств, архитектор Кабинета Его Императорского Величества.

## Биография
Швейцарский подданный. Первое сведение о нем относится ко 2-му февраля 1835 года, когда в журнале Академии художеств записано: «Чертёжника Руско признав назначенным академиком сей Академии, задать ему на звание действительного академика следующую программу: сделать проект публичной библиотеки на 200 тыс. волюмов книг, со всеми удобствами и помещениями, таковым зданием требуемыми, фасад и профиль должны иметь меру в чертежах ½ дюйма на сажень, а план ¼ дюйма на сажень». Судя по масштабу, заданному Академией художеств, Руска должен был представить чертёж громадных размеров; к сожалению, неизвестно, представил ли Руска этот чертеж и Академия художеств признала его неудовлетворительным, или просто-напросто Руска удовлетворился на время званием «назначенного в академики» и, за рядом работ, не изготовил требуемого проекта. Звание академика Руска получил гораздо позднее и за другой проект; 27-го сентября 1846 года Руска за «проект публичных бань с удобствами и роскошью», во "уважение искусства и познаний, в художестве доказанных исполненной программою, был возведён в звание действительного академика. Был прикомандирован к инженер-генерал-лейтенанту Базену, который был производителем работ строившегося Троицкого собора лейб-гвардии Измайловского полка. Базен поручил Руске наблюдение за постройкой большого купола собора; такое ответственное поручение показывает что Руска ценили, как опытного архитектора. По исполнении этой сравнительно большой работы Руска были командирован в Константинополь, в Русское посольство, помощником архитектора при постройке в Пере «посланницкого дома». В выданном Руске чрезвычайным посланником при Оттоманской Порте свидетельстве значится, что он занимал означенную должность с июня 1838 года по окончание 1843 года. В этот период времени Руска женился вторично на «Екатерине Дмитриевой», католического исповедания, от которой затем у него родилась дочь Виргиния. Прибыв из Константинополя в Россию, Руско с разрешения министра Императорского Двора был назначен «каменных дел мастером» при постройке «театра-цирка», где и пробыл с 12-го июля 1847 года до 29-го января 1849 года. Театр-цирк в настоящее время — Мариинский театр, перестроенный после пожара. При постройке этого театра особенное внимание обращало на себя значительное перекрытие куполом; припоминая, что первая работа Руска был купол Троицкого собора, можно заключить, что он считался знатоком в постройке сводов. После означенной работы Руска был прикомандирован к Кабинету Его Величества "для употребления изобретенного им способа к осушению придворных зданий от сырости". По распоряжению Министра Двора от 24-го февраля 1849 года Руска был командирован к архитектору Росси для безотлучного надзора за успешным производством работ по увеличению четырех лож авансцены Александринского театра. Одной из следующих работ Руска нужно считать составление сметы на перестройку генерал-прокурорского дома.
За свои работы Руска неоднократно удостаивался Высочайших наград; так, за работы по куполу Троицкого собора, "в награду за отличные труды и рвение", он 14-го февраля 1835 года Всемилостивейше пожалован был золотыми часами с такою же цепочкою, а за перестройку лож в Александринском театре ему была пожалована табакерка.
Умер в апреле 1861 года в Петербурге.

### Дети
Сын Атилла (род. 1832), дочь Жозефина (род. 1834 году) от первой жены, дочь Виргиния (1840-е) и сын Павел (род. 1848).

## Проекты и постройки
- Доходный дом К. И. Глазунова. Казанская ул., 8 (1854—1855)[5][2];
- Старое здание гербария и библиотеки (перестройка). Профессора Попова ул., 2 (1855)[6][2].